# Свободни (космодрум)
Вижте пояснителната страница за други значения на Свободни.
Свободни (на руски: Свобо̀дный) е космодрум в Амурска област, Русия, използван от 1996 г. до 2007 г.
Първоначално космодрумът е замислен като база за изстрелване на междуконтинентални балистични ракети, а след това е решено да замени космодрума Байконур, който остава на чужда територия след разпадането на СССР. Разработката му така и не е завършена поради финансови затруднения.
Само 5 изстрелвания са осъществени от космодрума към 23 март 2008 г. След като договорът за аренда на космодрума Байконур е продължен до 2050 г. включително, Роскосмос решава, че не се нуждае от космодрума Свободни и нарежда той да бъде затворен. 